# Радя Мутауакел
Радя Мутауакел (на арабски: رضية المتوكل) е йеменска общественичка.
Родена е на 12 април 1967 година. Завършва Санския университет и през 2000 – 2004 година работи в правителствена комисия за подобряване на положението на жените. След това преминава в неправителствения сектор, като през 2007 година основава организацията „Муатана“. С нея извършва мащабна дейност по документиране и представяне пред обществеността, включително в чужбина, на масови нарушения на човешките права по време на Хутското въстание през 2004 – 2014 година и последвалата го Втора йеменска гражданска война.